# میفدون
میفدون (به عربی: ميفدون) یک منطقهٔ مسکونی در لبنان است که در شهرستان نبطیه واقع شده‌است.